# In the Beginning (Angel)
In the Beginning è il sesto album degli Angel, pubblicato nel 1999 per l'etichetta discografica Coalier Entertainment.

## Tracce
1. The Crow – 4:54
2. The Rain Song – 4:49
3. Hero – 4:08
4. So I'll Say Goodbye – 5:52
5. Long Gone – 3:44
6. In the Wake of the Storm (The Millennium Y2K) – 4:48
7. Set Me Free – 4:36
8. The Greatest Love of All – 5:17
9. Shangra La – 4:17
10. Trapped In Paradise – 4:43

## Formazione
- Frank Dimino - voce, tastiere
- Richard Marcello - chitarra, tastiere
- Felix Robinson - basso
- Leo Borrero - basso
- Barry Brandt - batteria

### Altri musicisti
- Punky Meadows - chitarra (brani 3 e 7)
- David Dellarosa - chitarra (brano 3)